# 페트로비치네고시가
페트로비치네고시 왕가(Petrović-Njegoš)는 몬테네그로 공국과 몬테네그로 왕국을 통치하던 왕가였다.